# Хронология гражданской войны в Сирии (2020)
Гражданская война в Сирии — конфликт, начавшийся весной 2011 года как локальное гражданское противостояние и переросший в восстание против режима Башара Асада, в которое с течением времени оказались вовлечены не только основные государства региона, но и международные организации, военно-политические группировки и мировые державы.
Основными участниками конфликта являются регулярные вооружённые и военизированные формирования, выступающие на стороне действующего президента Башара Асада (Сирийская арабская армия, Национальные силы обороны, а также шиитские добровольческие формирования, обученные и вооружённые Ираном), отряды «умеренной» сирийской оппозиции, курдские формирования (Отряды народной самообороны, Сирийские демократические силы), а также различного рода исламистские и джихадистские террористические группировки (ИГ, коалиция «Хайят Тахрир аш-Шам»).
По состоянию на 31 марта 2020 года, сирийские вооружённые силы контролировали 63,57 % территории страны,  Сирийские демократические силы — 25,57 %, повстанческие группы (в том числе «Хайят Тахрир аш-Шам»), Турция — 9,72 %; ИГ — 1,14 %.
Отдельные отряды ИГ до сих пор действуют в провинции Идлиб, где 26 октября 2019 года  спецназ ВС США ликвидировал главаря ИГ Абу Бакра аль-Багдади. В пустынной местности провинций Хомс и Дейр-эз-Зор ИГ так и не было полностью уничтожено. С весны 2019 года террористы увеличили число нападений и засад на сирийские правительственные силы в районе Ас-Сухна (провинция Хомс). Эксперты полагают, что наиболее удобным местом для ведения повстанческой войны (и, возможно, попыток возродить ИГ) станут районы, прилегающие к обеим сторонам сирийско-иракской границы.
Подразделения армии США, в основном покинувшие свои базы на севере Сирии в конце 2019 года в связи со вторжением турецких войск, продолжают удерживать и контролировать сирийские нефтегазовые месторождения в Заевфратье (провинция Дейр-эз-Зор).

## Предыстория
В 2017 году ситуация в Сирии радикально изменилась. Главным итогом года стал разгром группировки «Исламское государство», что позволило России объявить в конце 2017 года о сворачивании операции российских ВКС. Между тем завершение активной фазы боевых действий не привело к установлению мира — сирийская оппозиция и поддерживающие её внешние силы продолжали заявлять, что не намерены участвовать в послевоенном восстановлении страны, если у власти останется Башар Асад.
В 2018 году сирийским правительственным войскам, проправительственным формированиям и союзникам удалось восстановить контроль над обширными территориями в центре, на юге и юго-западе Сирии, ликвидировав многочисленные анклавы вооружённой оппозиции. Из четырёх зон деэскалации, созданных в 2017 году на территории Сирии при посредничестве России, Турции и Ирана, к концу 2018 года осталась лишь одна, охватывавшая провинцию Идлиб и северные районы провинции Хама. Эта зона контролировалась соперничающими между собой группировками («Хайят Тахрир аш-Шам» (ХТШ), «Джебхат Тахрир Сурия» и др.) при наличии контрольно-наблюдательных постов турецких ВС.
Этнически курдские районы в северной части провинции Алеппо в результате ряда военных операций против курдских формирований были оккупированы подразделениями турецкой армии и протурецкой Сирийской национальной армии.
Преимущественно курдские районы северных провинций Сирии находились под контролем созданных и финансировавшихся США «Сирийских демократических сил» (самопровозглашённая Автономная администрация Северо-Восточной Сирии). Автономная администрация Северо-Восточной Сирии также контролировала так называемое Заевфратье — часть провинции Дейр-эз-Зор и южную часть провинции Эр-Ракка, где доминируют арабо-суннитские племена и сохранялись остатки недобитых отрядов ИГ.
В январе 2019 года в результате активизации группировки ХТШ в зоне деэскалации Идлиб она сумела серьёзно потеснить протурецкие формирования «умеренной» оппозиции — и взяла под свой контроль большую часть территории зоны деэскалации. В течение апреля — августа сирийской армии и её союзникам удалось освободить от боевиков северную часть провинции Хама, а также стратегический город Хан-Шейхун на юге провинции Идлиб.
В октябре 2019 года, в результате очередного вторжения турецкой армии на север Сирии, по договорённости с Автономной администрацией Северо-Восточной Сирии на территории, контролировавшиеся курдами, были введены сирийские правительственные войска, вышедшие на сирийско-турецкую границу. Курдские отряды самообороны были выведены за пределы 30-километровой зоны от границы. Безопасность в этой зоне поддерживает российская военная полиция, патрулирующая зону совместно с турецкой армией.
США с самого начала операции отказались поддержать её и начали вывод своих вооружённых подразделений из северных районов Сирии. В конце октября президент США Трамп заявил о выводе американских военнослужащих из района проведения турецкой операции, однако сообщил о намерении сохранить контроль над нефтяными месторождениями на северо-востоке Сирии — как декларируется, для защиты нефтяных месторождений от боевиков террористической группировки «Исламское государство» или «других дестабилизирующих субъектов». Позднее председатель Комитета начальников штабов США генерал Марк Милли заявил, что США сохранят контроль над районом в провинции Дейр-эз-Зор, где расположены нефтегазовые объекты.
27 октября президент США Дональд Трамп объявил об уничтожении в сирийской провинции Идлиб лидера группировки «Исламское государство» Абу Бакра аль-Багдади. 31 октября «Исламское государство» подтвердило смерть аль-Багдади. Новым лидером ИГ стал Абу Ибрагим аль-Хашими аль-Кураши.
В конце ноября сирийская армия возобновила наступление против отрядов коалиции «Хайят Тахрир аш-Шам» на юго-востоке зоны деэскалации Идлиб. К концу декабря сирийская армия взяла под полный контроль стратегически важный город Джарджаназ в провинции Идлиб, что позволит установить контроль над важной магистралью Хама — Алеппо.
В январе командование ВС Сирии поставило перед войсками задачу освободить от бандформирований юго-западные окрестности Алеппо, что позволит вернуть под полный контроль стратегическую автотрассу, связывающую Дамаск с промышленными районами на севере Сирии и экономической столицей Алеппо.

Официальный флаг Сирии

Флаг, используемый умеренной оппозицией

Флаг Сирийского Курдистана

## Хронология гражданской войны в Сирии в 2020 году

### Январь
Сирийская армия продолжила наступательную операцию на юго-востоке провинции Идлиб, начатую 19 декабря и приведшую к освобождению 46 населённых пунктов. Войска, продвигающиеся по шоссе Абу-Мекка — Маарет-Нааман, находятся в 10 км от форпоста боевиков. Сирийское командование предлагало боевикам сдать без боя Маарет-Нааман, чтобы не подвергать опасности мирное население, однако договориться не удалось.
7 января Дамаск с краткосрочным визитом посетил президент России Путин. Он встретился с Асадом в командном пункте ВС РФ в Сирии, где главы двух государств заслушали доклады военных о положении дел в различных сирийских регионах и провели переговоры. После этого президенты осмотрели Омейядскую мечеть. Путин также посетил православную церковь святой Девы Марии, где встретился с патриархом Антиохийским и всего Востока Иоанном Х. Высказываются мнения, что этот визит, произошедший в момент, когда регион оказался на грани большой войны после убийства иранского генерала Касема Сулеймани, игравшего важную роль в ликвидации террористической группировки «Исламское государство» в Сирии и Ираке, следует расценивать как свидетельство сохраняющейся верности России своему курсу на полное уничтожение терроризма на сирийской земле и сотрудничество с сирийским руководством.
8 января информационное агентство SANA сообщило о начавшемся выводе американских военнослужащих с двух баз на северо-востоке Сирии. По данным агентства, около 40 грузовиков покинули базу Хораб-Джейр (провинция Хасеке). Ещё 50 грузовиков уехали с базы в городе Шаддади. SANA сообщила, что грузовики направились к пограничному КПП аль-Валид на границе с Ираком.
8 января на севере Сирии был совершён теракт. Семь турецких военнослужащих, осуществлявших патрулирование, погибли в результате взрыва заминированного автомобиля.
9 января российские военнослужащие договорились с курдской администрацией об открытии пункта пропуска Сальхиях в провинции Дейр-эз-Зор. Военнослужащие США в течение нескольких месяцев держали его закрытым, не давая нескольким десяткам семей вернуться Дейр-эз-Зор.
10 января израильские ВВС нанесли удар по колонне бойцов иракского шиитского ополчения «Аль-Хашд аш-Шааби» в провинции Дейр-эз-Зор. По меньшей мере восемь ополченцев погибли, также есть раненые. Ранее, 29 декабря, удары по базе шиитских ополченцев в пограничном с Сирией иракском городе Эль-Каим нанесли ВВС западной коалиции под руководством США. Жертвами налёта стали 27 бойцов. В ответ шиитские активисты 31 декабря предприняли штурм американского посольства в Багдаде..
11 января руководитель Центра по примирению враждующих сторон (ЦПВС) в Сирийской Арабской Республике генерал-майор Юрий Боренков сообщил журналистам об открытии трёх пунктов пропуска для мирных жителей, желающих вернуться в свои дома из Идлибской зоны деэскалации на территории, подконтрольные правительству Сирии. Для организации выхода мирных жителей на территории, подконтрольные сирийским правительственным силам, три пункта пропуска — Абу-эд-Духур, Хабит и Эль-Хадер — начнут функционировать с 13 января.
12 января в полночь вступило в силу прекращение огня в провинции Идлиб, о котором договорились Россия и Турция.
13 января стало известно о первом нападении террористов за последние два года в провинции Ракка. Мобильная группа ИГ атаковала колонну сирийской армии в районе поселка Ресафа. Погибли не менее 4 военнослужащих.
14—15 января боевики группировки «Исламское государство» продолжили серию скоординированных нападений на сирийские правительственные силы на востоке Сирии. 14 января нападениям подверглись колонна Республиканской гвардии южнее города Маядин (провинция Дейр-эз-Зор), мобильный пост сирийской армии севернее зоны «Ат-Танф» (провинция Хомс) и блокпост правительственных сил севернее Ас-Сухна (провинция Хомс). 15 января террористы снова атаковали колонну сирийских военных западнее Аш-Шола (провинция Дейр-эз-Зор). Самые тяжёлые потери армия понесла 14 января в результате нападения южнее Маядина. Группа боевиков ИГ устроила засаду, обстреляв гвардейцев из ПТРК и крупнокалиберных пулемётов. В результате сгорела БРДМ-2, были повреждены ещё три автомобиля, погибли 9 человек. Среди них — командующий инженерными подразделениями Республиканской гвардии специалист по «туннельной войне» генерал-майор ВС Сирии Мохаммед Фахро.
Вечером 15 января прекращение огня в Идлибе было сорвано. В ответ на обстрелы со стороны боевиков сирийские правительственные войска на востоке провинции нанесли артиллерийский удар по позициям исламистского альянса «Хайят Тахрир аш-Шам» (ХТШ) и протурецкого «Национального фронта освобождения» (НФО). Ранее авиаудары сирийских ВВС и российских ВКС были нанесены по окрестностям города Мааррат-эн-Нуумана, а также по прифронтовой полосе. В ходе боевых вылетов были атакованы также тыловые районы, в том числе окрестности города Джиср аш-Шугур и административный центр провинции — город Идлиб. Здесь сильные повреждения получили несколько зданий, в которых находились командные структуры боевиков ХТШ. Удары были нанесены и по промзоне Идлиба, где расположены склады с техникой и вооружением. Исламистские источники заявили о гибели более 20 гражданских лиц в результате ударов по Идлибу, обвиняя в этом исключительно российскую авиацию. В то же время, как стало известно, в результате воздушных рейдов в Идлибе было уничтожено до 15 боевиков ХТШ. Таким образом была сорвана очередная попытка установления режима прекращения огня в зоне деэскалации Идлиб. С наступлением темноты в атаку пошли штурмовые группы 25-й дивизии специального назначения (бывшие «Силы Тигра») при поддержке подразделений 7-й механизированной дивизии и Республиканской гвардии ВС Сирии. В ходе наступления с использованием приборов ночного видения были освобождены посёлок Барса, селения Абу-Джериф, Тель-Хатри, Навхия аш-Шаркия и Хирбет Дауд.
17 января сирийские правительственные войска и их союзники после обмена ракетно-артиллерийскими ударами начали новое наступление, намереваясь взять под контроль южные и западные районы провинции Алеппо, входящие в Идлибскую зону деэскалации. К линии фронта стянуты дополнительные силы, артиллерия и бронетехника. В числе прочих в зону боевых действий переброшены подразделения иранских сил спецназначения «Кодс». Поддержку наступлению оказывают ВКС России. Мирные жители покидают зону боевых действий, к турецкой границе прибыли десятки тысяч человек. Захват этих районов позволит сирийским войскам контролировать стратегическую трассу М5, связывающую Алеппо с Хамой, Хомсом и Дамаском, вплоть до границы с Иорданией.
В течение последовавших нескольких дней на востоке провинции Идлиб шли кровопролитные бои за целый ряд селений западнее Абу ад-Духура. Боевики, воспользовавшись неблагоприятными погодными условиями, при которых у сирийской армии не было возможности использовать авиацию, попытались вернуть утраченные позиции. По данным российского командования в Сирии, за трое суток (16—18 января) погибли 47 сирийских военнослужащих, 77 были ранены. В ходе боевых действий также погиб 51 мирный житель, 166 получили ранения. Всего за четыре дня боёв безвозвратные потери сирийской армии составили не менее 57 человек. Бои продолжились и в последующие дни.
Незаконные вооружённые формирования продолжили обстреливать город Алеппо. Обстрелы происходят ежедневно, они ведутся из подконтрольных боевикам зон провинции Идлиб, доставая даже до центральных улиц Алеппо.
23 января более 500 боевиков атаковали позиции правительственных войск в провинции Идлиб. Боевики провели две одновременные атаки. В первой по направлению Абу-Джрейф — Самка участвовали до 200 боевиков террористической группировки «Исламская партия Туркестана». Около 250 террористов при поддержке 34 пикапов с крупнокалиберными пулемётами, двух танков, боевой машины пехоты и двух «джихад-мобилей» атаковали направление Маар-Шмарин — Крати. В результате столкновений погибли до 48 сирийских военных, свыше 90 были ранены. Потери боевиков составили 56 человек, более 100 террористов получили ранения.
23 января российские ВКС и сирийские ВВС нанесли массированные удары по позициям ХТШ в провинции Алеппо, в основном на юго-западной и западной окраинах города Алеппо — пригородам Рашидин 3, Рашидин 4, Кафр-Хамра, Лерамун и Аль-Захра. С начала года сирийская армия наращивала ударную группировку в провинции Алеппо. Сюда переброшены, в частности, подразделения 42-й бригады 4-й механизированной дивизии. Также сообщалось о доставке дополнительной военной техники в сирийский порт Тартус для поддержки правительственных войск в их наступательных операциях. 20 января через пролив Босфор в направлении Средиземного моря прошли большой десантный корабль Черноморского флота «Цезарь Куников» и транспортные суда.
25 января после артподготовки подразделения 25-й дивизии спецназа (бывшие «Силы Тигра»), 7-й механизированной дивизии и Республиканской гвардии ВС Сирии атаковали боевиков на окраине района Рашидин и парка Аль-Асад. В тот же день армейские подразделения заняли весь парк Аль-Асад, вышли к трассе М5 (Дамаск — Алеппо) и взяли автозаправочную станцию между районами Рашидин-4 и пригородом Хан аль-Асаль. К утру 26 января сирийские военные вышли на окраины юго-западного пригорода Алеппо — Хан аль-Асаль.
25 января сирийская армия провела успешную наступательную операцию на юго-востоке провинции Идлиб, восстановила контроль над населёнными пунктами Абу-Джрейф, Тлеманс, Таккана и Маар-Шамарин и преследует боевиков в районах Вади-Дейф и Маар-Шамшете в окрестностях Мааррат-эн-Нуумана.
28 января агентство SANA сообщило, что сирийская армия установила контроль над стратегическим городом Мааррат-эн-Нууман. Телеканал Al Mayadeen проинформировал, что 27 января передовые подразделения сирийской армии окружили с трёх сторон наблюдательный пост турецких военных в посёлке Маар-Хаттат к югу от форпоста террористической группировки «Джебхат ан-Нусра» в Мааррат-эн-Нуумане. 23 декабря был блокирован другой турецкий пост на юге этой же провинции, расположенный в Сармане.
28 января через КПП «Кафр-Лусейн», расположенный на севере провинции Идлиб, на территорию Сирии вошла турецкая колонна в составе 30 военных транспортных средств, в том числе 12 бронированных машин, перевозящих материально-техническое оборудование. Согласно данным Al Arabiya, она направилась на юг Идлиба.
31 января на востоке провинции Идлиб подразделения сирийской армии провели наступательную операцию в районе населённого пункта Абу ад-Духур. Параллельно было продолжено наступление подразделений 25-й дивизии сил специального назначения ВС Сирии на город Саракиб и преследование боевиков, покинувших город Мааррат-эн-Нууман.
В течение января американские военные несколько раз блокировали передвижения российских военных колонн на северо-востоке Сирии, по имеющей стратегическое значение автотрассе М4 (Алеппо — Ракка — Хасаке). 15 января российская колонна из 60 транспортных средств, выдвинувшаяся с базы в районе Тель-Тамра, была остановлена на пути к одному из нефтяных месторождений в районе Румейлан, где расположена авиабаза США. В задачу российских военных входило создание блокпоста в данном районе. 21 января американцы заблокировали движение двух российских военных автоколонн к контрольно-пропускным пунктам, находящимся под контролем правительственных войск Сирии. Первая колонна была заблокирована на развилке у населённого пункта Тель-Байдар в северной части провинции Хасаке, недалеко от города Камышлы. Вторая была блокирована у города Маликийя в той же провинции.

### Февраль
В результате наступательной операции в провинции Идлиб, начавшейся 25 января, сирийская армия пересекла границы зоны деэскалации и захватила несколько поселков внутри.
Бойцы режима раскопали массовые захоронения людей, погибших в ходе конфликта, и фотографировались с их останками — эти фотографии и видео взорвали ближневосточные соцсети.
Ситуацию усугубили два факта: данные захоронения находились на территории поселков, прежде занимаемых оппозицией, стало быть, останки принадлежали противникам армии Асада. Более того, эти останки принадлежали суннитам, а люди, надругавшиеся над ними, были шиитами и алавитами. Турки — сунны, как и основное население Идлиба. И надругательство над могилами нанесло страшное оскорбление их религиозным чувствам.
2 февраля Турция продолжила стягивать военную технику на границу с Сирией. Телеканал Al Arabiya сообщил, что 2 февраля границу с Сирией пересекли 195 единиц турецкой боевой техники, включая бронемашины и танки, а также грузовики с боеприпасами. 3 февраля в провинцию Идлиб проследовала ещё одна военная колонна. 4 февраля министр иностранных дел Турции Мевлют Чавушоглу объяснил отправку военной помощи в Идлиб необходимостью укрепления турецких наблюдательных пунктов.
3 февраля позиции турецких войск в районе Саракиба на юго-востоке провинции Идлиб попали под обстрел сирийской армии, в результате которого погибли пять военнослужащих и три человека из числа гражданского персонала. По утверждению Турции, сирийская армия была заблаговременно уведомлена о расположении турецких сил. В тот же день президент Турции Реджеп Тайип Эрдоган заявил, что турецкая авиация и артиллерия нанесли ответные удары по сорока целям в Идлибе. Российский центр по примирению враждующих сторон в Сирии отметил, что турецкие военнослужащие попали под обстрел правительственных сил, поскольку турецкая сторона не предупредила российских военных о своих передвижениях, а сирийские войска вели огонь по боевикам, которые отступали к Саракибу.
3 февраля СМИ сообщили о гибели в Сирии четырёх сотрудников Центра специального назначения ФСБ России. По информации Telegram-канала Baza, автомобиль, в котором ехали офицеры, подорвался на фугасе. Как писал «Коммерсантъ», погибшие были снайперами и должны были усилить одно из подразделений сирийской армии.
4 февраля «Белые каски» вместе с террористами завершили в Идлибе съемки постановочного видео о применении сирийскими войсками «отравляющих веществ». Об этом заявил российский Центр примирения враждующих сторон (ЦПВС). В центре отметили, что получили из независимых источников несколько сообщений о съёмках в населённом пункте Зерба. В видеоролике инсценированы «последствия» бомбового удара неизвестным «химическим боеприпасом», якобы нанесённого сирийскими ВВС.
Утром 4 февраля, по сообщению министра нефти и минеральных ресурсов Сирии Али Ганима, террористы совершили нападения на объекты нефтегазового комплекса в провинции Хомс. Обстрелам подверглись газоперерабатывающий завод «Эбла», газовые станции в Райяне и на Центральном плато, а также нефтеперерабатывающий завод, расположенный в городе Хомс.
Быстрое продвижение правительственных сил в направлении города Саракиб позволило им перекрыть линии снабжения противника, чтобы принудить боевиков к капитуляции. 4 февраля командование ВС Сирии предъявило ультиматум вооружённым формированиям, окружённым в городе Саракиб: «Сирийская армия даёт боевикам последний шанс и предлагает им сложить оружие во имя сохранения жизни мирных жителей». Сирийское командование призвало членов формирований в Саракибе и Телль-Тоукане не удерживать мирных граждан и не «использовать их в качестве живого щита в расчёте на военную помощь со стороны Турции». Командование назвало незаконным нахождение турецких войск в Идлибе и заявило о готовности на «немедленный отпор любым враждебным действиям с их стороны».
Руководитель управления по связям с общественностью администрации президента Турции Фахреттин Алтун заявил, что турецкие войска «выполняют гуманитарные миссии и миссии в сфере безопасности в Сирии в соответствии с договорённостями с Россией», и «если Россия не может контролировать режим Асада, чтобы он не обстреливал» турецкие подразделения, Анкара «без колебаний примет меры против любой угрозы», что она и продемонстрировала 3 февраля в Идлибе.
5 февраля сирийская армия установила полный контроль над городом Саракиб, который служил форпостом террористов из группировки «Джебхат ан-Нусра». Наступавшие блокировали город с трёх сторон, предоставив боевикам возможность покинуть его. При этом сирийские подразделения, в частности, установили контроль над деревней, расположенной восточнее города Саракиб, в которой находится наблюдательный пункт турецких сил. Саракиб, расположенный на пересечении автострад Латакия — Алеппо и Дамаск — Алеппо, имеет стратегическое значение, прикрывая подходы с востока к провинциальному центру Идлиб.
Президент Турции Реджеп Тайип Эрдоган потребовал от правительства Сирии до конца февраля вывести войска за пределы турецких наблюдательных пунктов: «Если режим в течение февраля не отведёт своих военных за пределы наших наблюдательных пунктов, то Турция будет вынуждена сделать это сама». Эрдоган также отметил, что турецкие ВС «имеют право на самооборону в Идлибе».
6 февраля ввод турецких войск в провинцию Идлиб привёл к обострению ситуации в этом районе. Как сообщил представитель командования ВС Сирии, турецкие войска разместились на линии Бенеш — Мааррет-Масрейн — Тафтаназ. В Дамаске эти действия расценили как попытку помешать продвижению сирийской армии, которая стремится завершить разгром группировки «Джебхат ан-Нусра». Телеканал Al Jazeera сообщил о перестрелках между сирийскими и турецкими войсками в районе бывшего военного аэродрома в Тафтаназе, на который наступали подразделения сирийской армии из Саракиба.
Подразделения сирийской армии отбили контратаки боевиков, предпринятые в окрестностях города Саракиб. Боевики, которым оказали огневую поддержку турецкие войска, попытались захватить позиции, занимаемые правительственными силами в Нейрабе и Хан-Субуле. Нанеся ответный удар, сирийские военнослужащие отбросили противника и освободили ещё пять населённых пунктов под Саракибом. Ранее правительственные силы взяли под контроль высоты Телль-Тоукан и перекрыли огнём шоссе Алеппо — Саракиб, по которому осуществлялось снабжение бандформирований.
6 февраля МИД РФ распространил комментарий по поводу ситуации в провинции Идлиб.
7 февраля Турция продолжила перебрасывать гаубицы и бронетехнику к своим наблюдательным пунктам в Идлибе. 8 февраля Анатолийское агентство проинформировало об очередной отправке Турцией к сирийской границе колонны из 300 грузовиков и бронетехники.
8 февраля сирийские войска, разгромив противника, заняли господствующие над местностью высоты Телль-Эйс в 30 км к северу от города Саракиб. Двум группировкам сирийских войск, двигавшимся навстречу друг другу со стороны провинций Идлиб и Алеппо, удалось сомкнуть кольцо окружения вокруг оставшихся форпостов противника вдоль стратегической автострады Дамаск — Алеппо. Сирийские военнослужащие сумели менее чем за сутки вытеснить бандформирования из 16 населённых пунктов к северу от Саракиба.
8 февраля Анатолийское агентство сообщило, что американская армия создаёт новые военные объекты на северо-востоке Сирии, чтобы закрепиться в нефтеносных районах страны. В частности, начато сооружение базы в районе города Телль-Бирак (провинция Хасеке). С помощью этой базы американцы намерены блокировать российским военным путь к одному из главных центров нефтедобычи Сирии в районе Румейлан. Под ещё одну базу ВС США переоборудуют бывший курдский военный объект на юге провинции Хасеке. Эта база будет использоваться для контроля добычи нефти в провинции Дейр-эз-Зор.
9 февраля ещё одна колонна турецкой военной техники пересекла границу с Сирией и вошла на территорию провинции Идлиб. В состав колонны входят танки, бронемашины и транспорт с боеприпасами.
Телеканал Al Mayadeen сообщил, что боевики вооружённой сирийской оппозиции в провинциях Идлиб и Алеппо начали перевозить свои семьи в район города Африн на севере провинции Алеппо близ границы с Турцией.
9 февраля сирийская армия в ходе ожесточённых боев освободила посёлок Афис к северу от Саракиба, а также селения Ад-Дахабия, Джейдет Талафех к западу от Абу-Духура.
9 февраля сирийское агентство SANA опубликовало заявление командования Сирийской арабской армии, согласно которому правительственные войска «восстановили контроль над районом площадью более 600 км² в провинциях Алеппо и Идлиб». Армейское командование сообщило, что «передовые силы Сирийской армии, наступающие из восточной части Идлиба, соединились с подразделениями, двигавшимися со стороны юго-западных окрестностей Алеппо», в районе Телль-Исс на шоссе Алеппо — Дамаск. В результате проведённой операции сирийские военнослужащие выполнили задачу, поставленную сирийским командованием, что позволит войскам восстановить контроль над всей стратегической автострадой, связывающей север и юг страны. Участок этого шоссе, от города Хама до Алеппо, с 2014 года контролировался боевиками, в результате движение транспорта осуществлялось по объездной дороге Атрая — Ханасир через пустыню, что увеличивало расстояние на 175 км. Протяжённость трассы составляет 432 км. Это основная транспортная артерия, которая связывает Дамаск с промышленными районами на севере страны и экономической столицей Сирии — городом Алеппо.
10 февраля подразделения сирийской армии, наступающие в юго-западных окрестностях Алеппо, очистили от бандформирований населённые пункты Хирбет-Джезрая и Канатир. В результате проведённой операции сирийская армия вернула под свой контроль большую часть шоссе Хама — Алеппо. Войска вышли к посёлку Эль-Кумария, что позволяет нанести удар в тыл боевикам, обороняющимся в микрорайоне Рашидин-4 на западе Алеппо.
10 февраля подразделения сирийской армии в окрестностях города Саракиб отбили контратаки, предпринятые боевиками, которые при огневой поддержке турецких войск попытались вернуть под свой контроль позиции, утраченные во время наступления правительственных сил. Ответным ударом сирийские военнослужащие отбросили противника и освободили посёлок Тальхия, в 3 км от бывшего военного аэродрома Тафтаназ. Сирийская артиллерия обстреляла сам аэродром, где находится командный пункт боевиков и турецкий наблюдательный пункт. Минобороны Турции сообщило о гибели пяти своих военнослужащих в результате обстрела. ВС Турции открыли ответный огонь по сирийским позициям.
В тот же день было распространено заявление руководителя российского Центра по примирению враждующих сторон в Сирии генерала-майора Юрия Боренкова, в котором сообщалось, что с начала февраля турецкая сторона не предоставляет своих военнослужащих и технику для проведения совместного патрулирования в провинции Хасеке. В связи с этим военная полиция РФ проводит патрулирование самостоятельно.
11 февраля МИД Сирии заявил, что Турция нарушает суверенитет Сирии, «размещая дополнительные силы в провинциях Идлиб и Алеппо, а также нанося удары по сирийским территориям, где присутствует мирное население, и по ряду военных объектов». В Дамаске считают, что действия Анкары направлены «на спасение бандформирований», которые «терпят поражение» в результате наступления сирийской армии.
Утром 11 февраля боевики перешли в масштабное контрнаступление против сирийской армии по двум направлениям — на Саракиб и населённый пункт Нейраб, расположенный севернее этого города. Наступление велось под мощным огневым прикрытием турецкой артиллерии. Сирийские войска отразили наступление, нанеся боевикам значительные потери в живой силе. Между тем, как сообщил телеканал Al Arabiya, отрядам вооружённой оппозиции удалось захватить отдельные районы селения Нейраб, а правительственные силы покинули этот населённый пункт.
11 февраля предположительно силами оппозиции, был сбит сирийский военный вертолет, который бомбил пригороды Идлиба. На его борту находились четверо офицеров армии Асада, все они погибли.
11 февраля в опубликованном интервью агентству Associated Press министр обороны Турции Хулуси Акар заявил, что сирийская армия взяла под свой контроль четыре из 12 турецких наблюдательных пунктов в провинции Идлиб. По его словам, сирийские войска также овладели двумя позициями, которые ранее занимала турецкая армия. При этом Акар подчеркнул, что Анкара не намерена отступать с контролируемых ею в Идлибе позиций.
11 февраля сирийское государственное агентство SANA сообщило, что подразделения сирийской армии взяли под свой контроль микрорайон Рашидин-4 на юго-западе города Алеппо, откуда боевики систематически обстреливали жилые кварталы города. Ранее телеканал Al Hadath сообщил, что правительственные силы полностью очистили от бандформирований стратегическое шоссе Дамаск — Алеппо, выбив боевиков из форпостов, которые располагались на последнем отрезке шоссе между городами Хама и Алеппо..
11 февраля Турция начала массированную переброску тяжелого вооружения в сирийскую провинцию Идлиб, выступая против нарушения сирийской армией границ зоны деэскалации вокруг региона.
12 февраля подразделения сирийской армии, наступающие в западных окрестностях города Алеппо, очистили от боевиков населённые пункты Шейх-Али, Арада и Арназ. В результате проведённой операции правительственные силы расширили зону контроля над районами поблизости от стратегического шоссе Алеппо — Дамаск. Ранее войска выбили формирования боевиков из предместья Хан-эль-Асаль и микрорайона Рашидин-4, откуда боевики обстреливали из миномётов западные кварталы Алеппо.
12 февраля телеканал Sky News Arabia сообщил, что Турция направила в Сирию дополнительные воинские подразделения. Новое турецкое подкрепление выдвинулось в направлении западных районов провинции Алеппо. По данным телеканала, турецкие военные создают новый наблюдательный пункт на дороге между населёнными пунктами Атариб и Эль-Джина.
12 февраля президент Турции Тайип Эрдоган, выступая в парламенте, обвинил Россию и Сирию в нанесении ударов в провинции Идлиб по мирным жителям. Эрдоган заявил, что отныне «атакующая населённые пункты в Идлибе авиация уже не сможет свободно действовать, как это было раньше». По словам Эрдогана, не менее 14 турецких военнослужащих погибли в результате двух обстрелов турецких позиций в провинции Идлиб. Эрдоган заявил, что Турция решительно настроена на то, чтобы до конца февраля вытеснить сирийские войска за пределы своих наблюдательных пунктов в Идлибе, причём Турция готова «применить для этого любую необходимую силу». Эрдоган подчеркнул, что турецкая армия впредь будет наносить ответные удары по позициям сирийских войск «даже за пределами территорий, оговорённых в сочинском меморандуме 2018 года, в случае нападения на турецких военных».
В распространённом 12 февраля совместном заявлении руководителей межведомственных координационных штабов РФ и Сирии по возвращению беженцев было сообщено, что в январе в Сирии в результате обстрелов боевиков группировки «Хайят Тахрир аш-Шам» и союзных ей формирований якобы погибло более 150 мирных жителей. В ответ на «провокации» боевиков сирийская армия была вынуждена «предпринять действия с целью обеспечения безопасности территории, подконтрольной правительству».
Министр национальной обороны Турции Хулуси Акар заявил, что Турция направляет войска в сирийский Идлиб «чтобы поддерживать режим прекращения огня и контролировать регион. Мы будем использовать военную силу против тех, кто нарушает режим прекращения огня, в том числе против радикалов». По его словам, «наблюдательные посты Турции продолжат играть важную роль для обеспечения контроля над ситуацией».
13 февраля сирийская армия провела зачистку остававшихся под контролем боевиков западных окрестностей трассы М-5 (Алеппо — Дамаск) и взяла под свой контроль селения Кафр-Джум Шарки, Зухрат Мадайн, Мугайр и Шейх-Дарвиш. В результате трасса М-5 оказалась под контролем сил Башара Асада на всём её протяжении. Позднее сирийская авиация нанесла серию ударов по позициям боевиков-исламистов и поддерживавших их турецких военных в районе Мухандисин-2, бывшей базы 46-й бригады ВС Сирии и небольшого города Атареб. После авиаударов сирийские военные взяли под свой контроль Мухандисин-2 и Урм ас-Сугра. Затем они атаковали базу 46-й бригады, но выбить оттуда боевиков не смогли. Переброшенная под Атареб турецкая артиллерия и реактивные системы залпового огня проявляли себя слабо — возможно, в связи с интенсивными полётами сирийской авиации. Как стало известно, турецкое командование перебросило в этот район комплексы радиоэлектронной борьбы (РЭБ).
14 февраля на западе провинции Алеппо был сбит из ПЗРК вертолёт сирийской армии. Экипаж погиб.
15 февраля агентство ТАСС со ссылкой на неназванный российский военно-дипломатический источник сообщило, что Турция поставляет боевикам в зоне деэскалации «Идлиб» вооружения и военную технику. В зону деэскалации активно перебрасывается личный состав, вооружения и военная техника турецкой армии. В зоне «Идлиб» уже находится более 70 турецких танков, около 200 боевых бронированных машин и 80 орудий полевой артиллерии. Значительная часть военной техники после пересечения турецко-сирийской границы передаётся боевикам и используется в вооружённых действиях против правительственных войск. Особую опасность представляет применение боевиками переносных зенитных ракетных комплексов (ПЗРК). В течение последних пяти дней были сбиты уже два вертолёта сирийской армии.
16 февраля Сирийская арабская армия впервые за восемь лет полностью взяла под свой контроль территорию крупнейшего мегаполиса страны — города Алеппо. Правительственные войска смогли вытеснить террористов за пределы городской черты и продвинуться на запад, в сторону города Дарат-Изза. Под контроль САА в ходе боёв перешли Кафр-Хамра, Нубболь, Биянун, Хрейтан, Кафр-Даиль и другие населённые пункты, а также кварталы Лейрамун и Захра. Террористы были также выбиты из Анадана и с восточной оконечности Анаданского плато в провинции Алеппо.
По сообщению телеканала Al Hadath, российская военная полиция начала устанавливать контроль над автотрассой M5. Подразделения военной полиции начали размещение вдоль дороги, в том числе на территории провинции Идлиб. В Минобороны России данную информацию пока не комментировали.
17 февраля агентство SANA распространило коммюнике ВС Сирии, в котором говорится: «Наши доблестные военнослужащие в результате тщательно проведённых операций положили конец кошмару, который творили на протяжении нескольких лет экстремистские группировки, и освободили мирное население, которое удерживалось в качестве заложников». В документе указывается, что для выхода мирных граждан открыты два гуманитарных коридора в Мизнаре на западе Алеппо и Маджирзе в городе Саракиб (провинция Идлиб). Ранее агентство сообщило, что правительственные силы освободили около 30 населённых пунктов в провинции Алеппо, при этом бандформирования прекратили сопротивление и покинули свои форпосты, отступив к турецкой границе. Среди освобождённых посёлков — Эль-Мансура, Хан-эль-Асль, Харейтан, Анадан, Баянун, Хайан, городские микрорайоны Лирамун, Кафр-Хамра, Джамият-Киликия и другие, которые находились под контролем вооружённых группировок с 2012 года.
Тем временем турецкая армия продолжила переброску личного состава, бронетехники и ударных систем в регион Большого Идлиба. По данным источников базирующейся в Лондоне НПО «Сирийская обсерватория прав человека», с начала месяца из Турции на северо-запад Сирии перерошено более 2000 единиц грузовых автомобилей и военной техники. На помощь боевикам-исламистам переброшено около 7000 турецких солдат и офицеров, в том числе подразделения армейского спецназа, дислоцированные большей частью на подступах к городам Тафтаназ (провинция Идлиб) и Атареб (пр. Алеппо).
18 февраля сирийские войска продолжили наступление западнее города Алеппо, взяв под контроль несколько новых селений и высот. Были освобождены селения Аль-Хута Барания, Аль-Хута Джавания, Басратун, Анджара, Хуар, Бакдана, Кабтан аль-Джебель. Накануне вечером, 17 февраля, были взяты высоты Кубтан Джебель и Шейх Акиль Джебель, в результате чего подразделения 25-й дивизии спецназначения ВС Сирии вышли к нагорью на административной границе с регионом Африн, центральной частью которого является гора Симеона. На северном участке фронта правительственные силы заняли позиции примерно в 7 км к востоку от города Дарет-Изза. Сирийская и российская авиация нанесли серию ударов по позициям боевиков в районе города Атареб и ряду селений от Атареба до Дарет-Изза.
20 февраля боевики при поддержке турецкой армии развернули масштабное наступление в провинции Идлиб, прорвав оборону сирийских правительственных сил в районе поселения Найраб (10 км от города Идлиб). Бой длился несколько часов и прекратился только после того, как по наступающим ударили российские ВКС. 24 февраля боевики захватили поселение; последовавшие удары российских ВКС не помогли вернуть контроль над Найрабом. Бои прекратились лишь утром 25 февраля. В качестве ответных мер турецкие силы нанесли многочисленные удары по позициям правительственной армии, используя реактивную артиллерию
27 февраля боевики попытались вновь захватить Саракиб. Напряжённую ситуацию обостряло усиливающееся противостояние Турции и Сирии).
Вечером 27 февраля самолет сирийского режима нанес авиаудар по позициям турецкий военных. По разным данным погибло от 10 до 30 турецких военнослужащих, еще более 30 находятся в госпиталях, притом многие — в критическом состоянии.
Ответ не заставил себя долго ждать: все последующие двое суток турецкие беспилотники атаковали позиции сирийской армии и ее союзников, шиитской «Хезболлы», неоднократно по ним била артиллерия.
28 февраля министр иностранных дел России Лавров принес Анкаре соболезнования в связи с гибелью военных.

### Март
1 марта Турция объявила Сирию враждующей стороной и начала военную операцию «Весенний щит». По сообщениям, сирийские ПВО сбили над провинцией Идлиб от 3 до 9 турецких ударных БПЛА.
2 марта сирийская армия в результате контрнаступления вернула себе контроль над стратегическим городом Саракиб; в тот же день для обеспечения безопасности в город были введены подразделения российской военной полиции. Ночью группа террористов предприняла попытку взорвать в городе фугасные боеприпасы вместе с ёмкостями, наполненными отравляющими химическими веществами. В результате утечки химикатов террористы получили сильные химические отравления, так и не сумев осуществить подрыв боеприпасов.
3 марта турецкие войска сбили в небе над Идлибом ещё один сирийский самолёт.
4 марта возобновились ожесточённые бои за город Саракиб, в ходе которых джихадисты понесли тяжёлые потери в живой силе и технике.
5 марта в Москве состоялась встреча президента России Владимира Путина и президента Турции Реджепа Тайипа Эрдогана, на которой стороны договорились о прекращении огня в провинции Идлиб. Была достигнута договорённость о создании коридора безопасности и совместном патрулировании вдоль автомагистрали М4.
<…>
31 марта сирийская авиабаза Шайрат, на которой проходила встреча высокопоставленных представителей ВС Сирии и Ирана, подверглась израильскому ракетному удару.

### Апрель
<…>
28 апреля турецкие войска атаковали позиции сирийских боевиков в районе шоссе M4 около селения Найраб (провинция Идлиб). Несколько десятков человек погибли в результате взрыва в городе Африн.

### Май
18 мая постпред ООН по Сирии Гейр Педерсен призвал Россию и США воспользоваться частичным охлаждением ситуации в регионе и добиваться мира, чтобы положить конец конфликту. Педерсен заявил, что отсутствие диалога между двумя странами заставило народ Сирии расплачиваться за последствия. Он также отметил, что Россия, Турция и Иран являются неотъемлемой частью установления режима прекращения огня в регионе.

### Июнь
Как сообщают ближневосточные СМИ, в поселке Марж Исмаил восточнее города Айн Аль Араб (Кобани) российский БМП подорвался на мине. В результате пострадали трое российских военнослужащих, машина  уничтожена. Полностью сгорело пшеничное поле, где произошло ЧП.
7 июня города Манара и Фатра были захвачены джихадистами Хуррас-ад-Дина в провинции Идлиб, но после российских авиаударов сирийской армии удалось отбить эти города в тот же день. По данным Сирийской обсерватории по правам человека, в результате боевых действий погибли 22 повстанца или джихадиста и 19 правительственных солдат.

### Июль
<…>
14 июля В Сирии самодельная бомба взорвалась на пути российско-турецкого конвоя. Трое российских военных ранены. Отмечается, что жизням раненных в Идлибе ничего не угрожает. Военные эвакуированы на авиабазу «Хмеймим». Взрыв повредил российский бронетранспортёр, турецкий бронеавтомобиль и оба экипажа. Автоколонна находилась на трассе М-4 около населённого пункт Эриха в южной части зоны деэскалации Идлиб. 15 июля Воздушно-космические силы (ВКС) России нанесли ответный удар в сирийской провинции Латакия после атаки на российско-турецкий патруль.

### Август
<…>
18 августа В Сирии в ходе боевых действий погиб российский генерал-майор Вячеслав Гладких. Это третий погибший в Сирии генерал, гибель которого была официально признана Россией.
В этот же день, по сообщению Пентагона, в небе над западной частью провинции Идлиб были одновременно потеряны сразу два ударно-разведывательных дрона MQ-9 Reaper («Жнец»), вылетавших парой на боевое задание с ракетами AGM-114R9X на борту. Как выяснилось позже, беспилотники были ликвидированы бойцами правительственной армии, которые предположительно использовали для это белорусскую систему РЭБ «Гроза-С» (бел. Навальніца-С).
25 августа В ответ на гибель генерал-майора Вооруженных сил России Вячеслава Гладких ударами авиации Воздушно-космических сил страны ликвидировано 327 боевиков, уничтожено 134 укрытия, 17 наблюдательных пунктов, семь складов с материальными средствами и пять подземных хранилищ вооружения и боеприпасов.

### Сентябрь
9 сентября в районе Ашхани-Тахтани в ходе воздушной разведки был выявлен первый лагерь «Хайят Тахрир аш-Шам» — там готовили полторы сотни боевиков. С 15:28 до 15:53 по нему наносила удары российская военная авиация. В результате были ликвидированы 80 боевиков, из которых 7 были полевыми командирами, а также разрушено укрытие и уничтожены 6 единиц техники.
15 сентября российская авиация накрыла боевиков самым мощным за последние месяцы огнем. Атаковались объекты в Идлибе. Под прицел попал лагерь этой же группировки в районе Маарет Мисрин, раскинувшейся на территории более чем в 90 гектаров. Там готовили порядка 300 боевиков. Огнем их накрыли истребители-бомбардировщики Су-34 и фронтовые бомбардировщики Су-24М.
20 сентября российские ВКС нанесли удар по лагерю «Западному», что на окраинах Идлиба. Ударили сразу по семи объектах бомбами ОФАБ-250 и КАБ-500. Атака проводилась силами четырех фронтовых бомбардировщиков Су-24 и одним Су-34.
30 сентября Правительственные войска Сирии совместно с ВКС России завершают операцию на востоке провинции Дейр-эз-Зор по окружению и уничтожению крупной группировки «Исламского государства» численностью 1,5 тыс. человек, вторгшейся с территории Ирака.

### Октябрь
3 октября Президент Турции Реджеп Тайип Эрдоган пригрозил начать новую операцию в Сирии. Это произойдет, если курдские формирования не покинут север республики.
6 октября Воздушно-космические силы (ВКС) России отомстили за гибель генерал-майора Вячеслава Гладких и переводчика-курсанта Михаила Мильшина, нанеся авиаудар по подземным командным пунктам боевиков организации «Исламское государство» на севере сирийской провинции Дейр эз-Зор. Во время удара в одном из укрытий находился полевой командир Абу Катада, причастный к гибели российских военных. Два бомбардировщика Су-24 уничтожили укрытия и около 30 террористов, в том числе Катада.
Заминированная машина взорвалась в городе Эль-Баб в сирийской провинции Алеппо. В результате погибли 17 человек и пострадали 54.
14 октября По утверждению издания «Русская весна» авиация Воздушно-космических сил (ВКС) России ударила по лагерю в сирийской провинции Идлиб, где проходит подготовка боевиков для участия во Второй Карабахской войны.
20 октября Боевые самолеты Воздушно-космических сил (ВКС) России ударили по объектам боевиков в сирийской провинции Идлиб. Ранее сообщалось, что ВКС России совместно с военной авиацией Сирии ударили по позициям боевиков в районе населенного пункта Джиср-эш-Шугур в Идлибе. В результате одного удара, пришедшегося на объекты Исламской партии Туркестана, погибли более 30 джихадистов. Также оказалась уничтожена часть техники боевиков.
26 октября ВКС России нанесли удар по лагерю подготовки террористов в сирийской провинции Идлиб. Атаке подвергся тренировочный лагерь протурецкой группировки «Фейлак аш-Шам», который располагался близ города Харема примерно в девяти километрах от границы с Турцией. По данным организации, в результате авиаударов были уничтожены как минимум 78 боевиков, еще около 90 были ранены.

### Ноябрь
10 ноября ВКС России нанесли удар по вооруженным формированиям в Идлибской зоне деэскалации.
12 ноября Жертвами атаки боевиков ИГ в районе плотины «Абу-Файяд» к востоку от города Саламия в сельской местности Хамы стал 21 сирийский военный. Атака была полностью отбита сирийской армией. Утверждается, что игиловцы потеряли убитыми более 40 человек. После неудавшейся атаки террористы бежали на юг, в сторону пустынного района Бадия аш-Шам. С начала 2020 года ИГ активизировало свои атаки на сирийскую армию, особенно в восточной части провинции Хама, где они даже временно захватили несколько посёлков в районе Итрии.
18 ноября израильские военные нанесли авиаудар по Сирии, в результате которого погибли три солдата и еще один получил ранения. По данным израильских военных, авиаудары были нанесены после обнаружения придорожных бомб вдоль границы на Голанских высотах. Иранские и сирийские объекты на территории Сирии были объектами нападения, поскольку военные соединения, штаб-квартиры и складские помещения были поражены израильскими истребителями ЦАХАЛа. По данным War monitor, Сирийской обсерватории по правам человека, число погибших в результате теракта достигло не менее 10 человек.
23 ноября тяжелые столкновения между курдами и поддерживаемыми Турцией боевиками в Айн-Иссе привели к гибели по меньшей мере 11 военных. Правозащитная группа SOHR добавила, что, несмотря на то, что 11 поддерживаемых Турцией боевиков были убиты, неопознанное число бойцов «Сирийских демократических сил» также было убито или ранено.
25 ноября, после дождей в северных районах Сирии, которые разрушили сотни палаток в лагерях перемещенных лиц в Идлибе и Алеппо, Организация Объединенных Наций (ООН) объявила, что срочно необходима помощь 3 миллионам сирийских беженцев.

### Декабрь
2 декабря ливанская газета «Аль-Ахбар» сообщила, что Сирийским демократическим силам удалось устроить засаду на поддерживаемые Турцией силы, убив 30 боевиков.
25 декабря сирийское информационное агентство сообщило, что авиаудары были нацелены на Масиаф в западной провинции Хама, хотя сирийские ПВО смогли перехватить ракеты. По данным британской Сирийской обсерватории по правам человека, по меньшей мере шесть проиранских боевиков были убиты в провинции Хама. Группа также сообщила, что авиаудары были нанесены из воздушного пространства Ливана, сообщает VOA News.
30 декабря сирийская армия обвинила Израиль в нападении на воинскую часть в Дамаске, недалеко от Долины Забадани. Один сирийский солдат, как сообщалось, был убит во время нападения, в результате чего еще трое получили ранения. По данным сирийских военных, атака была начата из Северной Галилеи. Помимо атаки, проведенной в районе а-Забадани, еще одна оборонительная батарея в западной части Дамаска, как сообщалось, также была нацелена израильскими ВВС, добавили сирийские государственные СМИ.
31 декабря конвой сирийской армии к югу от Дейр-эз-Зора попал в засаду боевиков ИГ, в результате чего по меньшей мере 37 солдат сирийской армии погибли и еще несколько получили ранения. Это было описано как одно из самых смертоносных нападений, совершенных ИГ с момента падения их «Халифата» в марте 2019 года. По данным The Guardian, среди жертв теракта были 25 мирных жителей, ещё 13 получили ранения.